# ماخاگوا (کوبا)
ماخاگوا (به اسپانیایی: Majagua) یک منطقهٔ مسکونی در کوبا است که در استان سیه‌گو ده آویلا واقع شده‌است. ماخاگوا ۵۴۴ کیلومتر مربع مساحت و ۲۶٬۶۱۷ نفر جمعیت دارد و ۱۱۰ متر بالاتر از سطح دریا واقع شده‌است.